# Club Atlético River Plate 1920
Questa voce raccoglie le informazioni riguardanti il Club Atlético River Plate nelle competizioni ufficiali della stagione 1920.

## Stagione
Il River Plate si aggiudica per la prima volta nella sua storia il titolo di campione d'Argentina. La stagione vide un marcato dualismo con il Racing Club de Avellaneda, vincitore del campionato nei sette anni precedenti; il 9 gennaio 1921, sul campo del Club Atlético Independiente, il River sconfisse per 2-0 il Quilmes, aggiudicandosi il titolo. Il club registrò inoltre la miglior difesa del torneo con 22 gol subiti.

## Maglie e sponsor
| Casa |

## Rosa
| N. |                      | Ruolo | Calciatore            |
| -- | -------------------- | ----- | --------------------- |
|    | Argentina (bandiera) | P     | Juan Crotti           |
|    | Argentina (bandiera) | P     | Carlos Ísola          |
|    | Argentina (bandiera) | P     | Luis Libera           |
|    | Argentina (bandiera) | P     | Agustín Moreretto     |
|    | Argentina (bandiera) | D     | Arturo Chiappe        |
|    | Argentina (bandiera) | D     | Pedro Choperena       |
|    | Argentina (bandiera) | D     | Arturo Ferrari        |
|    | Argentina (bandiera) | D     | Jacinto Giúdice       |
|    | Argentina (bandiera) | C     | Pedro Etchenique      |
|    | Argentina (bandiera) | C     | Cándido García        |
|    | Argentina (bandiera) | C     | Atílio Peruzzi        |
|    | Argentina (bandiera) | C     | Heriberto Simmons     |
|    | Argentina (bandiera) | C     | Pablo Simona          |
|    | Argentina (bandiera) | A     | Antonio Ameal Pereyra |
|    | Argentina (bandiera) | A     | Aníbal Arroyuelo      |

| N. |                      | Ruolo | Calciatore          |
| -- | -------------------- | ----- | ------------------- |
|    | Argentina (bandiera) | A     | M. Aspesi           |
|    | Argentina (bandiera) | A     | Víctor Bonadeo      |
|    | Argentina (bandiera) | A     | Juan Canada         |
|    | Argentina (bandiera) | A     | Jaime Chavín        |
|    | Argentina (bandiera) | A     | Tomás Galanzino     |
|    | Argentina (bandiera) | A     | Alfredo Garasini    |
|    | Argentina (bandiera) | A     | José Laiolo         |
|    | Argentina (bandiera) | A     | Emilio Medone       |
|    | Argentina (bandiera) | A     | Santiago Ortelli    |
|    | Argentina (bandiera) | A     | Armando Risso       |
|    | Argentina (bandiera) | A     | Nicolás Rofrano     |
|    | Argentina (bandiera) | A     | P. Sabattini        |
|    | Argentina (bandiera) | A     | Ángel Santambroggio |
|    | Argentina (bandiera) | A     | S. Tomaselli        |

## Statistiche

### Statistiche di squadra
| Competizione     | Punti | Totale | Totale | Totale | Totale | Totale | Totale | DR  |
| Competizione     | Punti | G      | V      | N      | P      | Gf     | Gs     | DR  |
| ---------------- | ----- | ------ | ------ | ------ | ------ | ------ | ------ | --- |
| Primera División | 56    | 34     | 25     | 6      | 3      | 70     | 22     | +48 |
| Totale           | -     |        |        |        |        |        |        | -   |